# Aleksandr Ivanovič Terebenëv
Aleksandr Ivanovič Terebenëv, noto in francese come Alexandre Terebeniov e anche come Alexandre Terebeniev (in russo Александр Иванович Теребенёв?; San Pietroburgo, 21 gennaio 1815 – San Pietroburgo, 31 luglio 1859), è stato uno scultore russo, membro dell'Accademia Russa di Belle Arti, autore del portico del Nuovo Ermitage.

## Biografia

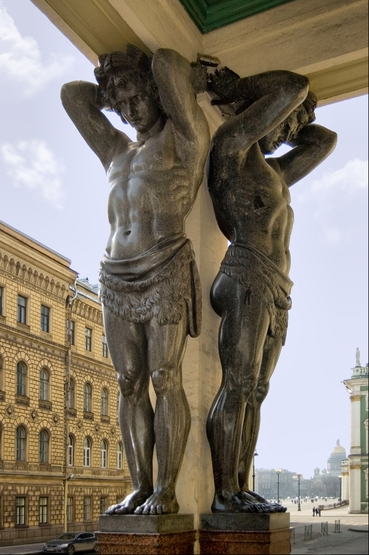
Figure di Telamoni nel portico del Nuovo Ermitage, (1844-1849).

Aleksandr Terebenëv era figlio dello scultore Ivan Terebenëv. Nel 1824 si iscrisse all'Accademia russa di belle arti dove studiò prima disegno, e poi scelse di seguire le lezioni di scultura tenute da Vasilij Ivanovič Demut-Malinovskij.
In quel periodo la scultura stava attraversando un periodo di transizione verso il mondo accademico: invece di imitare le forme classiche dell'antica Grecia, gli scultori cercavano di rappresentare forme naturali e reali. Terebenëv era tra i sostenitori di questa nuova tendenza. Mostrò grande talento e realizzò brillanti opere in scultura ricevendo numerosi premi: due piccole medaglie d'argento quando era solo all'inizio dei suoi studi, e, nel 1835, due grandi medaglie d'argento e una piccola medaglia d'oro per un bassorilievo intitolato Giovanni Battista predica nel deserto la venuta del Salvatore (custodito nella chiesa dell'accademia) che gli valse di essere accettato nel collegio dell'Accademia di belle arti. Ricevette anche una piccola medaglia d'oro per un bassorilievo imposto nel programma del concorso dell'accademia: Giuseppe racconta nel buio il significato dei suoi sogni e viene visto da due cortigiani del faraone. Nel 1836, il suo rilievo Arca di Noè era presente all'esposizione dell'accademia e attirò l'attenzione della critica. Venne acquisito dall'Accademia, ma non è giunto ai nostri giorni.

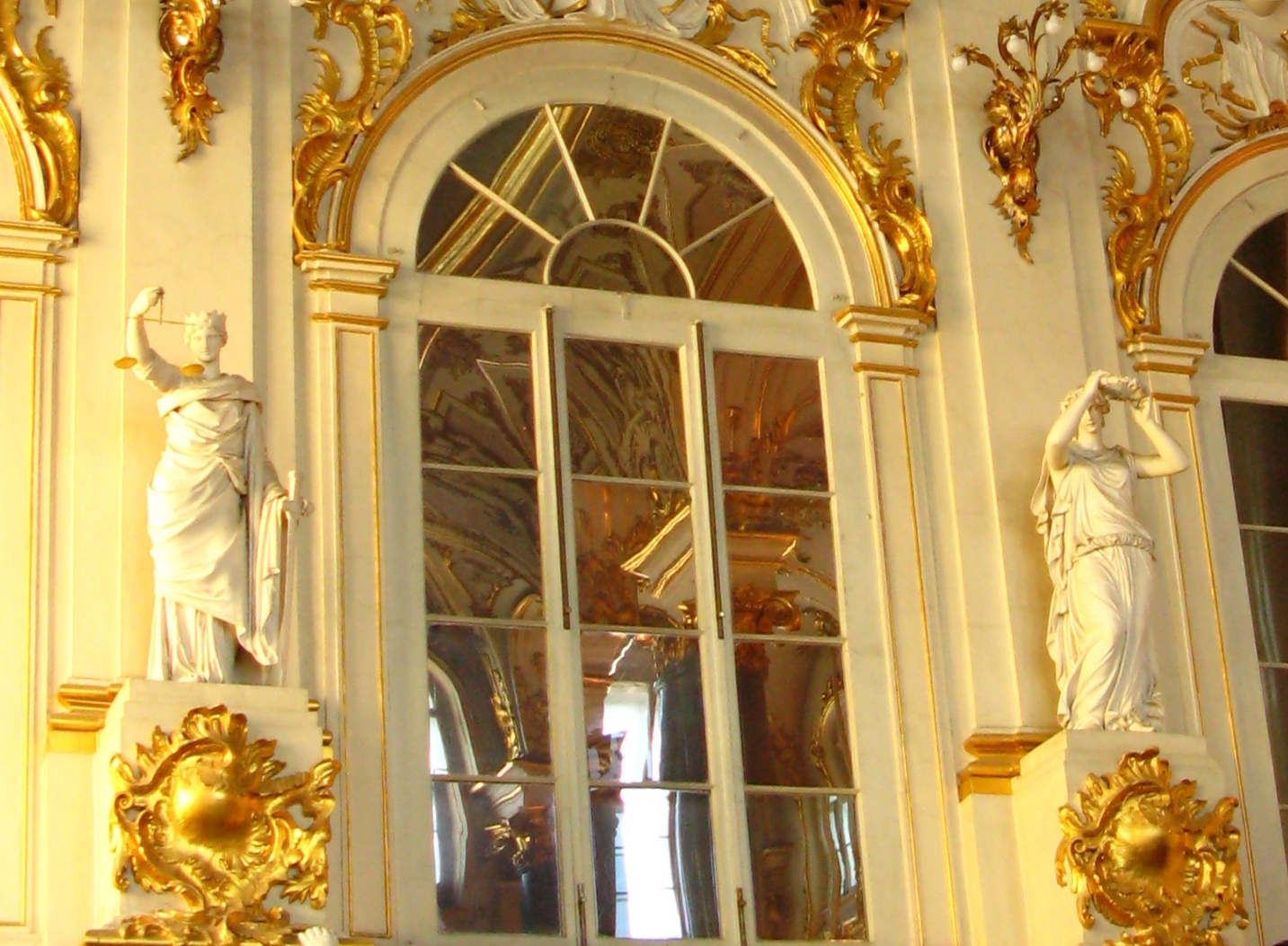
Figure allegoriche della giustizia e della saggezza sulla scalinata del Giordano al Palazzo d'Inverno, (1838-1839), marmo.

Terebenëv terminò i suoi corsi all'Accademia nel 1836 con il titolo di artista di classe XIV, lo status di convittore e il diritto di recarsi in Italia a spese dell'Accademia. Il suo obiettivo quindi era ottenere la grande medaglia d'oro, ma il suo lavoro su questo progetto impedì il suo matrimonio con la figlia del pittore Aleksej Egorovič Egorov. Cominciò a lavorare per guadagnarsi da vivere e abbandonò il suo progetto di recarsi all'estero.
Negli anni successivi Terebenëv realizzò un altorilievo raffigurante La Fede per l'edificio del Consiglio di Amministrazione Fiduciaria di San Pietroburgo oltre a statue e altorilievi, che adornano gli archi e le nicchie dello scalone d'onore, nonché un bassorilievo degli Evangelisti per la chiesa della Reggia di Peterhof.

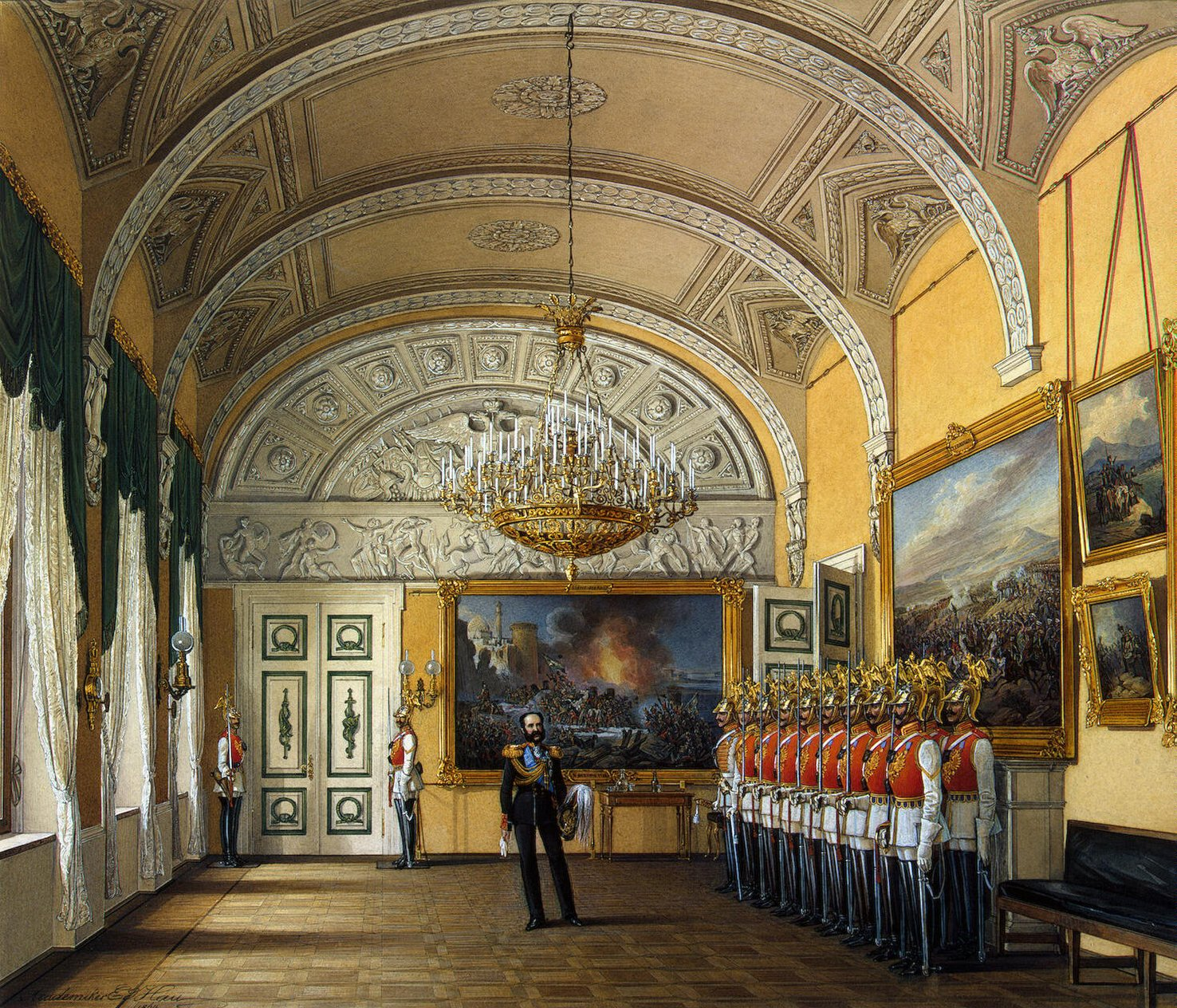
Bassorilievo della lotta delle Amazzoni contro i Centauri nella sala delle guardie della cavalleria del Palazzo d'Inverno, acquerello di Eduard Hau, (1864).

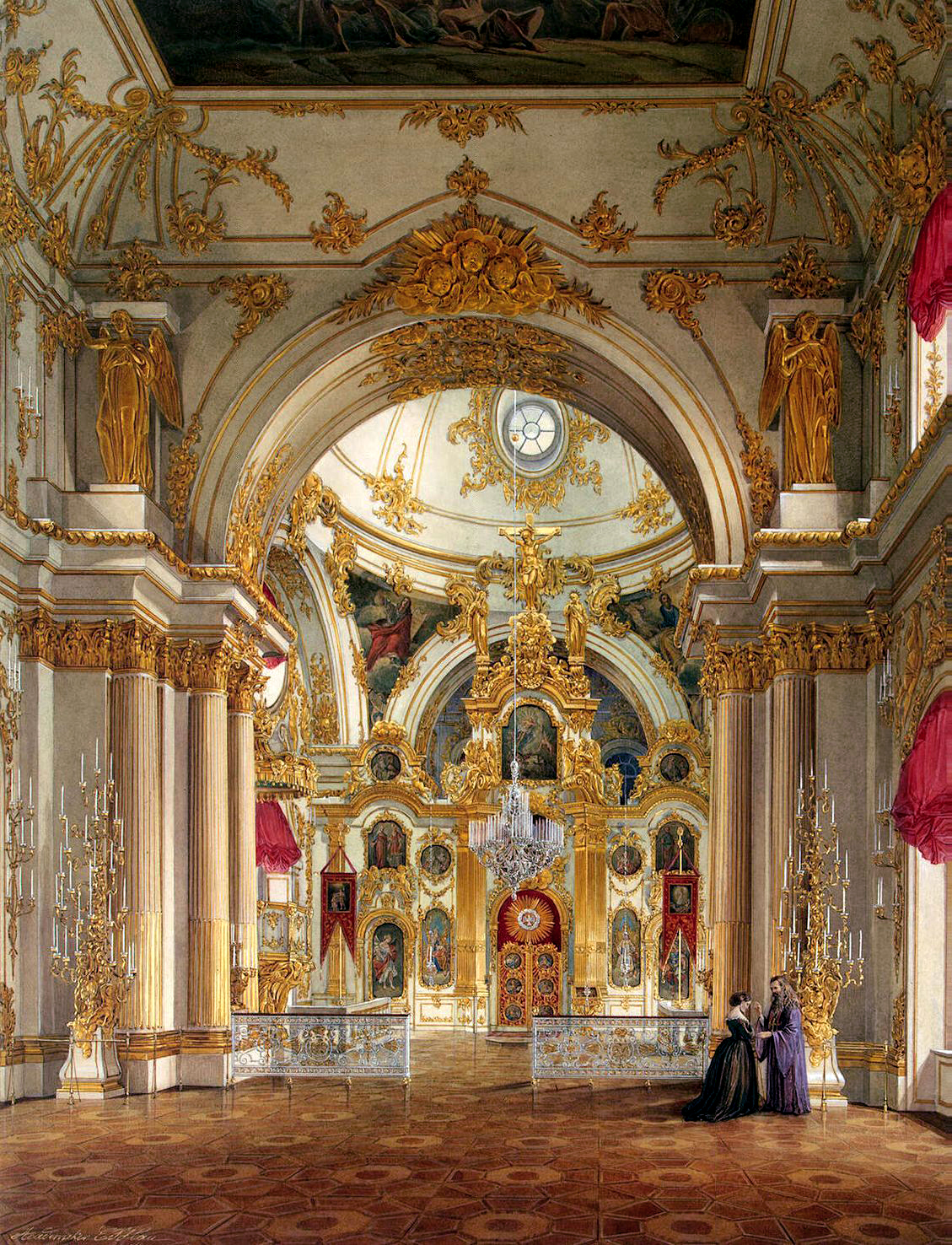
Figure di angeli rappresentanti l'Antico e il Nuovo Testamento nella Grande Chiesa del Palazzo d'Inverno, in un acquerello di Eduard Hau (1866).

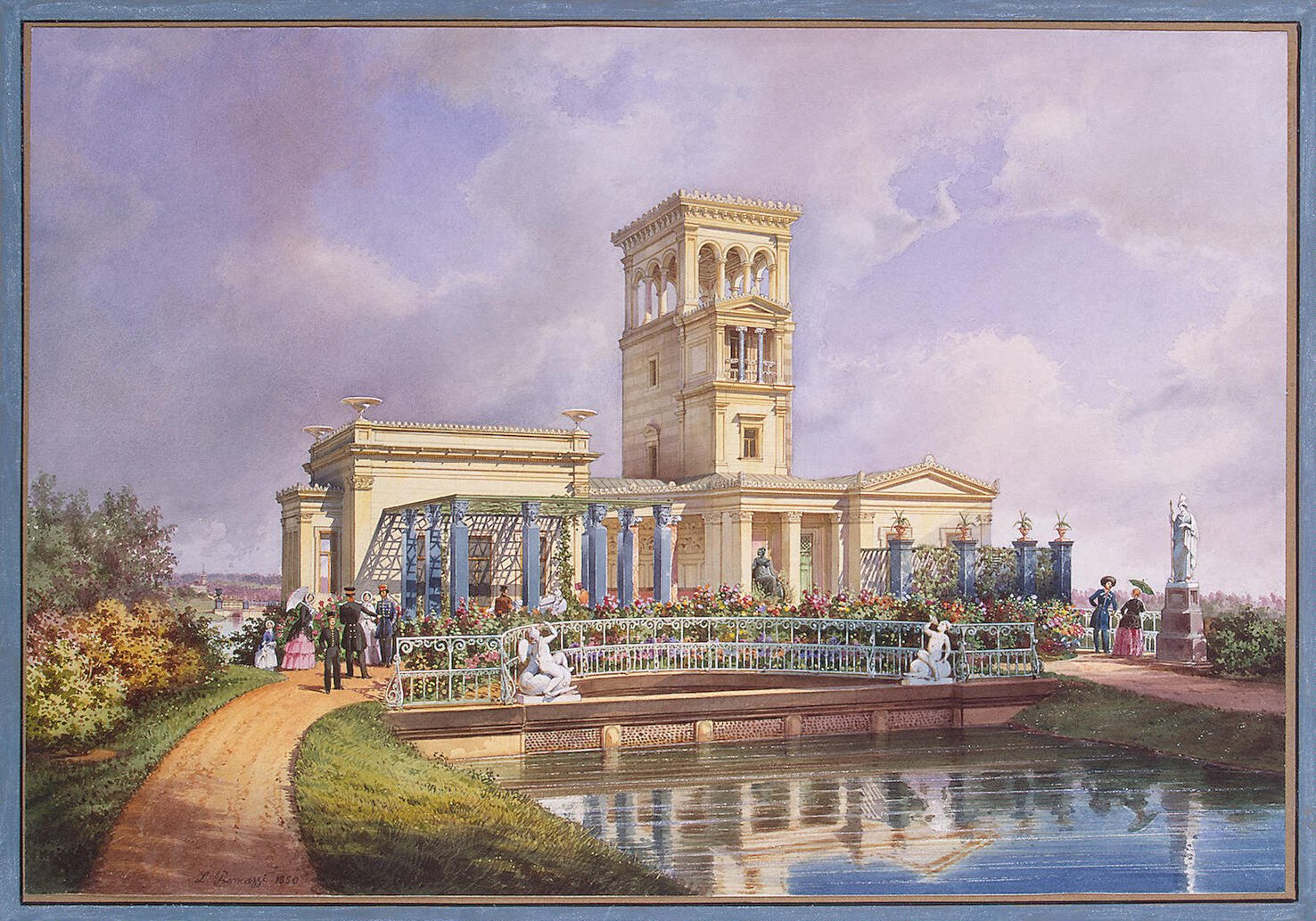
Statue in granito di Serdobol' nel Parco del Lago di prato a Peterhof, da un acquerello di Luigi Premazzi (Padiglione Rosa), (1850).

Presto i restauri successivi all'incendio del Palazzo d'Inverno del 1837 gli diedero l'opportunità di mettere in mostra il suo talento. Realizzò due statue colossali che rappresentano la "Saggezza" e la "Giustizia" nella scalinata di Giordano del Palazzo d'Inverno; un grande bassorilievo di quindici metri che rappresenta la lotta delle Amazzoni contro i Centauri che si trova nella stanza di guardia della cavalleria (Sala Jean-Baptiste Greuze); due figure di Flora ed Ebe sotto forma di bassorilievo nella stanza del sovrano; due figure di angeli in cartapesta, rappresentanti l'Antico e il Nuovo Testamento nella grande chiesa del Palazzo d'Inverno. Queste opere lo fecero conoscere e in seguito gli valsero numerose commissioni.
Realizzò due grandi altorilievi, di 8,53 metri ciascuno, per la costruzione del Consiglio di tutela, commissionati da Anna Orlova-Česmenskaja. Creò anche un altorilievo destinato al Monastero di San Giorgio a Jur'ev che rappresenta la Madonna e l'Arcivescovo Feoktist di Novgorod, nonché una serie di opere per la Scuola Superiore Imperiale Alessandro e l'Istituto di Caterina a San Pietroburgo.
Terebenëv venne inviato in Crimea per aiutare a ricostruire la storia delle antichità da Panticapeo a Kerč'. Realizzò il busto del principe della città, Zachar Chercheulidzev. Quindi iniziò una statua di Anfitrite, su un modello antico, ma non ebbe il tempo di finirla. Tornò a San Pietroburgo con oggetti d'antiquariato di Kerč' che riuscì a restaurare.
L'opera più notevole e famosa di Terebenëv è l'insieme dei Telamoni, realizzato per il portico del Nuovo Ermitage. Le figure sono state scolpite dal granito di Serdopol' (proveniente da Sortavala in Carelia). Le dimensioni di queste colossali statue (alte 4,98 metri) decorano l'ingresso del Nuovo Ermitage. Prima venne eseguito un modello in gesso, che poi fu presentato al concorso dell'Accademia dove venne accettato. Dopo la produzione dell primo Telamone, Nicola I, che lo aveva molto apprezzato, donò all'artista un anello di diamanti.
Per il Nuovo Ermitage scolpì 10 statue, ma in tutto realizzò 80 colonne, di cui 17 per il nuovo padiglione del Parco dei Prati a Peterhof e 40, di dimensioni minori, poste tra le finestre dell'Ermitage,.
Per realizzare quest'opera Terebenëv, su richiesta di Nicola I imperatore di Russia, fece costruire un capannone-officina nei pressi del Palazzo d'Inverno. Quando terminò il suo lavoro fu insignito dell'Ordine di Sant'Anna e ricevette, oltre al prezzo concordato, 17 000 rubli come ulteriore ricompensa dal sovrano.
Le stesse colonne dell'Ermitage vennero realizzate su richiesta di Nicola I che le donò al re di Prussia. Vennero portate a Berlino dallo stesso Terebenëv (cosa che gli valse un nuovo anello di diamanti).
Nel 1850 fu nominato responsabile di un dipartimento del Palazzo d'Inverno e in seguito fu incaricato dei lavori scultorei dei giardini imperiali. A quel tempo fece il frontone dell'Ammiragliato di San Pietroburgo alla gloria della marina russa e le statue sul cornicione. Alcune rappresentano le stagioni, e altre figure antiche tra cui un atleta che si terge il sudore dal corpo con un coltello. Di questo stesso periodo possiamo citare altre opere: una statua di Massimiliano di Leuchtenberg sulla sua tomba nella cappella cattolica del palazzo Voroncov, un busto dell'imperatore Nicola II e della moglie dell'imperatore Nicola I, l'imperatrice Alessandra di Russia, inviati alla granduchessa Ol'ga Nikolaevna Romanova.
Tra le opere più notevoli di Terebenëv si possono citare: il busto in bronzo dello scrittore russo Vasilij Karatygin posto sulla sua tomba in memoria dell'artista al cimitero ortodosso di Smolensk a San Pietroburgo, il busto di Aleksandr Sergeevič Puškin, realizzato in marmo, il busto del conte Dmitrij Chvostov, il busto di Nestor Kukol'nik e altri.
Al culmine della sua carriera Terebenëv conduceva uno stile di vita sontuoso: viaggi, cene, balli. Quando finiva i soldi vendeva le sue opere a qualsiasi prezzo. Ma non si seppe amministrare diligentemente e gradualmente perse l'ispirazione. Gli ordini non erano più seguiti. Venne escluso dall'Ermitage e non percepì una pensione. Nel 1858 fu infettato dal vaiolo e infettò sua moglie che morì poco dopo. Questa morte lo minò. Morì il 31 luglio 1859 in povertà e dimenticato da tutti.